# Camptocosa texana
Camptocosa texana is een spinnensoort in de taxonomische indeling van de wolfspinnen (Lycosidae).
Het dier behoort tot het geslacht Camptocosa. De wetenschappelijke naam van de soort werd voor het eerst geldig gepubliceerd in 2005 door Charles Denton Dondale, Mauricio Jiménez & Nieto.